# ザ・ファット・オブ・ザ・ランド
『ザ・ファット・オブ・ザ・ランド』 (The Fat of the Land) は、イギリス・イングランドのテクノ・バンド、プロディジーの3枚目のオリジナル・アルバム。プロデューサーは、同バンドを率いるリアム・ハウレットが自ら務めた。
リリースされるや英米加豪・主要英語圏4カ国を含む全世界22カ国の最主要アルバムチャートにて初登場1位に輝き、全世界で1000万枚を超える特大のモンスターヒットを記録。ダンス・ミュージック作品としては史上最も売れたアルバムとして認定されている。
ハサミを振り上げた蟹が、今にも飛び出さんばかりにクローズ・アップされたジャケット・アートワークとなっている。
日本国内盤は過去にエイベックス、ソニー・ミュージックエンタテインメントから発売されていた。現在はホステス・エンタテインメントより発売されている。

## 概要
大ヒットとなった前作『ミュージック・フォー・ザ・ジルテッド・ジェネレーション』に続いて、ロックへのアプローチをより顕著にした作品。今作では、よりヘヴィで攻撃的なバンド・アンサンブルを導入しており、デジタル音階にしても全面にあるのは高速ドラムンベースとブレイクビーツであり、それまでのレイブ的な反復アシッド・ラインは大きく影を潜めた。加えて、スクラッチやラップが大幅に導入されたことでヒップホップ要素もその比重を大きく増した。ここに至ってもはや純粋な意味ではテクノ作品と呼ぶことが出来ないほど、その内包する音楽性が多岐にわたり、時にパンクであり、時にエレクトロであり、時にヒップホップであるという、制作本人であるリアムをして「究極のミクスチャー作品」と豪語するに相応しい内容となっている。

## 収録曲
1. スマック・マイ・ビッチ・アップ - Smack My Bitch Up –  5:42
3枚目のシングル・カット。
2. ブリーズ - Breathe –  5:35
2枚目のシングル・カット。
3. ディーゼル・パワー - Diesel Power –  4:17
重工業工場の機械音のようなメカニックなサンプリング・ループを下地トラックに、クール・キースのラップが合わさるヘヴィ・ヒップホップ・ナンバー。ライヴではリリックは割愛されるものの、「Diesel Power」のコーラスをマキシム＆キースが連呼する。
4. ファンキー・シット - Funky Shit –  5:16
ロック色を増した今アルバムでも、最も従来の作品に近いトランシーなレイヴ・トラック。高速ブレイクビーツが反復を繰り返す。サンプリング・ネタとして多くのミュージシャンDJ達から租借されやすい。
5. シリアル・スリラ - Serial Thrilla –  5:11
サイレンのような唸る機械音のインストから始まるインダストリアル風トラック。キースがソロでボーカルを取る。
6. マインドフィールズ - Mindfields –  5:40
シンセ・キーボードによる電子リフが特徴的なミドル・ナンバー。映画『マトリックス』のサウンドトラックに収録され、コア・ファンからも根強いリクエストが絶えない隠れた佳作。
7. ナラヤン - Narayan –  9:05
クーラ・シェイカーのクリスピアン・ミルズとリアムの共作。9分にも亘って不穏なグルーヴが渦巻くサイケデリックトランス大作。ボーカルもクリスピアンが担当しており、2007年に再結成したクーラ・シェイカーによって半セルフ・カバーという形ではあるが、バンド・アレンジを加えた新曲として彼らの3rdアルバムに収録された。
8. ファイアスターター - Firestarter –  4:40
1枚目のシングル。2011年、セパルトゥラがアルバム『カイロス』のボーナス・トラックとしてカバーした。
9. クライマタイズ - Climbatize –  6:38
10. フューエル・マイ・ファイアー - Fuel My Fire –  4:19
L7のカバー

### ソニーミュージック版追加収録曲
1. モロトフ・ビッチ - Molotov Bitch -  4:56
シングル「ファイアスターター」の収録曲
2. ノー・マン・アーミー - No Man Army -  4:19
シングル「スマック・マイ・ビッチ・アップ」の収録曲。